# Leticia Ocampos
Leticia Ocampos (Asunción, Paraguay; 1 de julio de 1980) es una arquitecta paraguaya. Es la actual primera dama de la República del Paraguay desde el 15 de agosto de 2023.

## Biografía
Proviene de un entorno socioeconómico de la clase media alta. La mayor parte de su vida residió en la casa de sus padres, Teresa y Carlos, junto con sus hermanos, Carlos y Adriana.
Contrajo matrimonio con Santiago Peña en 1997, cuando contaba con 17 años de edad. Al año siguiente, a los 18 años, dio a luz a su primer hijo, Gonzalo, y transcurridos ocho años, a su hija Costanza.
Recibió formación en danza clásica, disciplina que cursó hasta su traslado a Nueva York, acompañando a su cónyuge durante la realización de un programa de maestría en la Universidad de Columbia, donde residieron durante un período de dos años académicos. A su retorno al país, se incorporó laboralmente a la empresa constructora de su familia, desempeñando funciones en el ámbito privado.
Desde el punto de vista confesional, mantiene una filiación religiosa activa, caracterizada por una devoción particular hacia san Pío de Pietrelcina, asistiendo de manera regular, junto a su esposo, a los servicios religiosos dominicales.

## Vida pública
Ha mantenido una presencia activa en redes sociales, donde suele compartir publicaciones vinculadas a actividades con artesanos, a la participación en campañas políticas junto a su esposo, y a momentos familiares con sus hijos.
En su imagen pública, se la ha identificado frecuentemente vistiendo prendas tradicionales, en las que destacan diseños con estampados típicos y detalles en ñandutí, como parte de una estética asociada a elementos del patrimonio cultural paraguayo.
Ha pronunciado discursos en actos de campaña y concentraciones políticas, en los cuales ha expresado su compromiso con la promoción de políticas orientadas al fortalecimiento de la familia, así como a la garantía de acceso a la educación, la salud y el trabajo digno.
Durante el acto de toma de posesión de su esposo como presidente de la República, se anunció que utilizarían la Biblia que recibieron como obsequio el día de su boda en 1997, como símbolo del vínculo conyugal que buscarían proyectar a lo largo del mandato.